# 거울 나라의 앨리스 (영화)
《거울 나라의 앨리스》(영어: Alice Through the Looking Glass)는 2016년 공개된 미국의 판타지 모험 영화로 이상한 나라의 앨리스의 후속작이다.

## 출연진
- 조니 뎁 - 모자장수
- 앤 해서웨이 - 하얀 여왕
- 미아 바시코프스카 - 앨리스 킹즐리
- 헬레나 보넘 카터 - 붉은 여왕
- 사샤 배런 코언 - 시간
- 앤드루 스콧 - 애디슨
- 리스 이판 - 모자장수의 아버지
- 에드 스펠리어스 - 제임스 하커트
- 맷 루커스 - 트위들디 / 트위들덤
- 린제이 던칸 - 헬렌 킹슬레이
- 프란세스 드 라 투어 - 이머진 이모
- 제라르딘 제임스 - 레이디 에스캇
- 레오 빌 - 하미쉬
- 이삭 앤드류스 - 세컨드 메이트 톰

### 성우진
- 앨런 리크먼 - 애벌레 압솔렘
- 마이클 신 - 토끼
- 토비 존스 - 윌킨스
- 티머시 스폴 - 베이야드
- 스티븐 프라이 - 체셔
- 폴 화이트하우스
- 바버라 윈저 - 맬림쿤
- 존 세션스 - 험프티 덤프티